# Xie Wenjun
Xie Wenjun (chinesisch 謝 文駿 / 谢 文骏, Pinyin Xiè Wénjùn; * 11. Juli 1990 in Shanghai) ist ein chinesischer Hürdenläufer, der sich auf die 110-Meter-Distanz spezialisiert hat.

## Sportliche Laufbahn
Erste internationale Erfahrungen sammelte Xie Wenjun bei der Sommer-Universiade 2009 in Belgrad, bei denen er mit 13,93 s im Halbfinale ausschied. 2012 qualifizierte er sich erstmals für die Olympischen Spiele in London, bei denen er mit 13,34 s im Halbfinale ausschied. Im Jahr darauf nahm er an den Weltmeisterschaften in Moskau teil und schied dort mit 13,59 s im Vorlauf aus. 2014 erreichte er bei den Hallenweltmeisterschaften in Sopot über 60 m Hürden das Halbfinale, wurde beim Leichtathletik-Continental-Cup in Marrakesch Vierter und siegte bei den Asienspielen im südkoreanischen Incheon in 13,36 s.
2015 siegte er bei den Asienmeisterschaften in Wuhan und qualifizierte sich damit für die Weltmeisterschaften in Peking, bei denen er mit 13,39 s im Halbfinale ausschied. Im folgenden Jahr erreichte er bei den Hallenweltmeisterschaften in Portland das Halbfinale und schied bei den Olympischen Spielen in Rio de Janeiro mit 13,69 s in der ersten Runde aus. 2017 nahm er ein weiteres Mal an den Weltmeisterschaften in London teil und erreichte dort erneut das Halbfinale, in dem er mit 13,36 s ausschied. Bei den Hallenweltmeisterschaften in Birmingham erreichte er abermals das Halbfinale und siegte Ende August in 13,34 s erneut bei den Asienspielen in Jakarta. Im Jahr darauf siegte er bei den Asienmeisterschaften in Doha mit neuer Weltjahresbestleistung und persönlichem Rekord von 13,21 s. Damit qualifizierte er sich erneut für die Weltmeisterschaften, die ebenfalls in Doha stattfanden und gelangte dort bis in das Finale, in dem er in 13,29 s den fünften Platz belegte. 2021 startete er erneut bei den Olympischen Spielen in Tokio und schied diesmal mit 13,58 s im Halbfinale aus.
2022 schied er bei den Weltmeisterschaften in Eugene mit 13,58 s in der ersten Runde über 110 m Hürden aus.
In den Jahren 2008 und 2012 sowie 2015, 2018 und 2020 wurde Xie chinesischer Meister im 110-Meter-Hürdenlauf. Er absolvierte ein Marketingstudium an der Tongji-Universität in Shanghai.

## Persönliche Bestzeiten
- 110 m Hürden: 13,17 s (+0,7 m/s), 18. Mai 2019 in Shanghai
- 60 m Hürden (Halle): 7,60 s, 16. Februar 2013 in Birmingham